# Psychische mishandeling
Psychische mishandeling, ook wel emotionele mishandeling genoemd, is een vorm van mishandeling waarbij iemand door het gedrag van een ander psychisch letsel kan oplopen. Psychische mishandeling valt in Nederland niet specifiek onder het strafrecht.

## Voorbeelden
Een aantal concrete voorbeelden van psychische mishandeling, die door de Amerikaanse onderzoeker dr. Keith Daniel O'Leary expliciet worden genoemd:
- Stelselmatig schreeuwen of uitschelden
- Straffen (onthouding van seks, aandacht, expres zaken tegenwerken, enzovoorts)
- Vernederen
- Kleineren ("je bent/doet altijd zo..." of "je bent niets zonder mij")
- Manipuleren (waaronder gaslighting)
- Passief-agressief gedrag
- Liegen, verbergen van belangrijke zaken/informatie en vreemdgaan
- Valse of negatieve geruchten verspreiden (laster)
- Negeren (bewust)
- Ondermijnen van iemands emoties (emotionele verwaarlozing)
- Controleren van iemands doen en laten
- Wegnemen van iemands autonomie (financieel of gedeelde mailaccounts, telefoons, enzovoorts)
- Ouderverstoting of loyaliteitsmisbruik
- Verantwoordelijkheid verschuiven
- Privacyschending
- Isoleren (contact met familie en vrienden ontmoedigen)
- Toegang bepalen of blokkeren van uitgangen
- Dominante houding bij gezamenlijke besluiten (niet open staan voor overleg)
- Nadruk leggen op verwachtingen vanuit ‘genderrol’
- Dreigen
- Stalken

Indien drie of meer van deze voorbeelden structureel van toepassing zijn op de onderlinge verhouding in een relatie, is het noodzakelijk om afstand te bewaren tot de mishandelaar. Belangrijk is om te onthouden dat het draait om macht en invloed. Hoe meer emotionele binding het slachtoffer voelt, hoe schadelijker het gedrag. Genoemde voorbeelden zijn geen teken van een gezonde relatie, ook niet wanneer beide partijen zich schuldig maken aan het gedrag.

## Gevolgen
Aanhoudende psychische mishandeling kan leiden tot complexe posttraumatische stressstoornis bij slachtoffers. Veel slachtoffers kampen met fysieke en mentale klachten, maar worden niet juist geholpen, omdat de oorzaak ervan onderbelicht blijft.
Het intermitterende patroon (afwisseling van belonen, straffen, verwaarlozen en aanhalen) van psychische mishandeling kan leiden tot de ontwikkeling van een traumaband.